# 2972 Ніїло
2972 Ніїло (2972 Niilo) — астероїд головного поясу, відкритий 7 жовтня 1939 року.
Тіссеранів параметр щодо Юпітера — 3,686.